# Ґуо Дань
Ґуо Дань  (кит.: 郭 丹, 20 грудня 1985) — китайська лучниця, олімпійська медалістка.

## Виступи на Олімпіадах
| Олімпіада  | Дисципліна | Місце |
| ---------- | ---------- | ----- |
| Пекін 2008 | особисті   | 42    |
| Пекін 2008 | командні   | 2     |